# Região Geográfica Imediata de Sobral
A Região Geográfica Imediata de Sobral é uma das dezoito regiões imediatas do estado brasileiro do Ceará, e uma das quatro regiões imediatas que compõem a Região Geográfica Intermediária de Sobral e uma das 509 regiões imediatas no Brasil, criadas pelo IBGE em 2017.
É composta por vinte e três municípios, sendo que o mais populoso é Sobral.

## Municípios
- Alcântaras
- Cariré
- Catunda
- Coreaú
- Forquilha
- Frecheirinha
- Graça
- Groaíras
- Hidrolândia
- Martinópole
- Massapê
- Meruoca
- Moraújo
- Morrinhos
- Mucambo
- Pacujá
- Reriutaba
- Santa Quitéria
- Santana do Acaraú
- Senador Sá
- Sobral
- Uruoca
- Varjota